# Samuel Kuffour
Samuel Kuffour (Kumasi, Región de Ashanti, Ghana, 3 de septiembre de 1976) es un exfutbolista ghanés que se desempeñaba como defensa central.

## Trayectoria
Desde pequeño, y mientras trabajaba como limpiabotas, comenzó a jugar en equipos de su barrio como el Kumasi Envoys, Fantomas y King Faisal Babes. Y cuando sólo contaba con 15 años, le fichó el Torino.[cita requerida]
Tras llegar al primer equipo del Torino, no cuajó y fue traspasado al Bayern de Múnich en 1993, aunque estuvo cedido en el Núremberg hasta 1996. Volvió al Bayern y ganó seis Bundesligas, además de jugar la final de la Liga de Campeones en 1999 ante el Manchester United, que perdió en el descuento y terminó llorando antes de que el partido finalizara,  ante el Valencia, ganándola en la tanda de penaltis. Ese año también ganó la Copa Intercontinental ante el club argentino Boca Juniors, marcando el gol de la victoria en la prórroga.
En 2005, regresó a Italia para jugar en la Roma y en el Livorno, convirtiéndose en uno de los favoritos de la afición. Finalmente, en diciembre de 2009 se retiró del fútbol tras haber vestido la camiseta del Ajax de Ámsterdam.

## Selección nacional
Con su selección también alcanzó varios éxitos. Fue uno de los miembros claves de la conquista de Ghana del Mundial Sub-17 de 1991 ante España, aunque Kuffour se perdió la final. Tras hacerse con el brazalete de capitán con tan solo 23 años, fue elegido mejor jugador ghanés de 1998 y 1999, y quedó segundo en la votación del Mejor Jugador Africano en 1999 y 2001. Debutó con Ghana el 28 de noviembre de 1993 contra Sierra Leona.

### Participaciones en Copas del Mundo
| Mundial                        | Sede     | Resultado        |
| ------------------------------ | -------- | ---------------- |
| Copa Mundial de Fútbol de 2006 | Alemania | Octavos de final |

### Participaciones en Copas Africana de Naciones
| Copa                           | Sede            | Resultado        |
| ------------------------------ | --------------- | ---------------- |
| Copa Africana de Naciones 1996 | Sudáfrica       | Cuarto lugar     |
| Copa Africana de Naciones 1998 | Burkina Faso    | Primera fase     |
| Copa Africana de Naciones 2000 | Ghana y Nigeria | Cuartos de final |
| Copa Africana de Naciones 2002 | Malí            | Cuartos de final |
| Copa Africana de Naciones 2006 | Egipto          | Primera fase     |

## Clubes
| Club              | País         | Año       |
| ----------------- | ------------ | --------- |
| Bayern de Múnich  | Alemania     | 1994-1995 |
| F. C. Núremberg   | Alemania     | 1995-1996 |
| Bayern de Múnich  | Alemania     | 1996-2005 |
| A. S. Roma        | Italia       | 2005-2006 |
| A. S. Livorno     | Italia       | 2006-2007 |
| Ajax de Ámsterdam | Países Bajos | 2007-2008 |
| Asante Kotoko     | Ghana        | 2009      |

## Palmarés

### Campeonatos nacionales
| Título                      | Club         | País     | Año     |
| --------------------------- | ------------ | -------- | ------- |
| 1. Bundesliga               | F. C. Bayern | Alemania | 1996-97 |
| Copa de la Liga de Alemania | F. C. Bayern | Alemania | 1997-98 |
| 1. Bundesliga               | F. C. Bayern | Alemania | 1998-99 |
| 1. Bundesliga               | F. C. Bayern | Alemania | 1999-00 |
| Copa de la Liga de Alemania | F. C. Bayern | Alemania | 1999-00 |
| Copa de Alemania            | F. C. Bayern | Alemania | 1999-00 |
| 1. Bundesliga               | F. C. Bayern | Alemania | 2000-01 |
| 1. Bundesliga               | F. C. Bayern | Alemania | 2002-03 |
| Copa de Alemania            | F. C. Bayern | Alemania | 2002-03 |
| Copa de Alemania            | F. C. Bayern | Alemania | 2003-04 |
| 1. Bundesliga               | F. C. Bayern | Alemania | 2004-05 |
| Copa de Alemania            | F. C. Bayern | Alemania | 2004-05 |

### Campeonatos internacionales
| Título                | Club / Selección | Sede   | Año     |
| --------------------- | ---------------- | ------ | ------- |
| Copa Mundial Sub-17   | Ghana Sub-17     | Italia | 1991    |
| Liga de Campeones     | F. C. Bayern     | Milán  | 2000-01 |
| Copa Intercontinental | F. C. Bayern     | Tokio  | 2001    |

### Distinciones individuales
| Distinción                                                             | Año  |
| ---------------------------------------------------------------------- | ---- |
| Futbolista Ghanés del Año                                              | 1998 |
| Futbolista Ghanés del Año                                              | 1999 |
| Futbolista Ghanés del Año                                              | 2001 |
| Futbolista africano del año de la BBC                                  | 2001 |
| Jugador Africano del Año                                               | 2001 |
| Jugador del Partido de la Copa Intercontinental                        | 2001 |
| Equipo de ensueño masculino de África de todos los tiempos de la IFFHS | 2021 |
| Copa Africana de Naciones de todos los tiempos                         | 2021 |
| Premio al Jugador Más Valioso del Partido de la Copa Intercontinental  | 2001 |

## Vida personal
El 4 de enero de 2003, su hija de 15 meses falleció ahogada en la piscina de la familia Kuffour en Ghana, fiel seguidor de la religión católica y apoyado en la fe, con el tiempo logró superar la pérdida.